# مدينة الملك عبد الله للطاقة الذرية والمتجددة
مدينة الملك عبد الله للطاقة الذرية والمتجددة هي كيان علمي وبحثي وحكومي ذو شخصية اعتبارية مستقلة يترأس مجلس إدارتها وزير الطاقة والصناعة والثروة المعدنية، تعنى بشؤون الطاقة الذرية والمتجددة في المملكة العربية السعودية والمساهمة في التنمية المستدامة للمملكة. تأسست عام 1431هـ - 2010م بموجب الأمر الملكي رقم أ/ 35 وتاريخ 3/ 5/ 1431هـ ومقرها الرئيسي في مدينة الرياض.
تقوم المدينة بإجراء الانشطة البحثية والتطبيقية لخدمة التنمية المستدامة وتقديم التوصيات فيما يخص الطاقة المتجددة والطاقة الذرية على المستوى الوطني. وتقوم بدور رئيسي في التخطيط لإدخال تقنيات الطاقة الذرية (السلمية) والمتجددة إلى المملكة العربية السعودية بما في ذلك المشاركة في إعداد الإستراتيجية الوطنية لإنشاء مزيج طاقة وطني متوازن ومستدام، ووضع الخطط اللازمة لتنفيذها، ودعم البرامج والشراكات البحثية والعلمية في هذا السياق والعمل على تطوير القدرات البشرية اللازمة في قطاعي الطاقة الذرية والمتجددة وتوطين المنتجات الصناعية الناتجة عنه. وتسعى المدينة إلى التنسيق مع شركائها من الجهات الحكومية والمؤسسات العلمية ومراكز البحوث التطبيقية لتبادل المعلومات والخبرات، وكذلك عقد الشراكات من خلال التعاون العلمي بين المملكة والمؤسسات العلمية الدولية.

## القيادة
تشكلت بالأمر الملكي رقم أ / 36 وتاريخ 3/ 5/ 1431هـ ثم بصدور الأمر الملكي رقم أ/ 228 بتاريخ 17/ 9 / 1439هـ لتعيين رئيس المدينة الدكتور / خالد بن صالح السلطان - رئيس المدينة، والدكتور وليد بن حسين أبو الفرج - نائب الرئيس.

### رؤساء مدينة الملك عبد الله للطاقة
| الرئيس                 | الفترة                         | المصدر |
| ---------------------- | ------------------------------ | ------ |
| خالد بن صالح السلطان   | 2 يونيو 2018م - 11 يونيو 2023م | [ 3 ]  |
| ممدوح بن سعود بن ثنيان | 11 يونيو 2023م - إلى الآن      | [ 4 ]  |

## المهام
تعمل المدينة على اقتراح سياسة وطنية للطاقة الذرية والمتجددة وتنفيذ الخطة الاستراتيجية اللازمة لها، إضافة إلى إنشاء وإدارة المشاريع لتحقيق أغراضها المستقلة مع الجهات ذات العلاقة بالداخل والخارج، علاوة على إنشاء مشاريع لتوليد الكهرباء من الطاقة الذرية والمتجددة وبناء مراكز للأبحاث والتطوير بغرض الوصول إلى مزيج طاقة وطني مستدام، وتعمل على إدخال مصادر جديدة للطاقة؛ للمساهمة في التنمية المستدامة، والمساهمة في دعم الاقتصاد الوطني.
كما تختص المدينة في تحقيق وإنجاز:
- اقتراح السياسة الوطنية لتطوير قطاع طاقة وطني فعال ومتوازن يسهم في تطوير الاقتصاد المحلي وكذلك وضع الإستراتيجيات والخطط اللازمة لتنفيذها.
- تأهيل الكوادر البشرية الوطنية.
- تقديم بيانات الطاقة المتجددة للقطاع الخاص بهدف اختيار المناطق ذات الإشعاع الشمسي الأفضل لإنشاء مشاريع الطاقة المتجددة في المملكة.
- دعم برامج البحوث المشتركة بين المملكة والمؤسسات العلمية الدولية لمواكبة التطور العلمي المستمر في تقنيات الطاقة الذرية والمتجددة.
- عمل دراسات الجدوى اللازمة للمفاعلات النووية للاستخدامات السلمية.
- رفع مستوى الوعي بأهمية الطاقة الذرية والمتجددة لمستقبل الاقتصاد الوطني.
- الشراكة والتعاون مع أكبر موردي التقنيات النووية الدوليين لتعريفهم بأهداف مكونات المشروع الوطني للطاقة الذرية في المملكة وخصوصاً في مجال المفاعلات النووية الكبيرة، وتوجه المملكة للدخول في مجال الاستخدام السلمي للطاقة النووية بهدف إنتاج الكهرباء والمياه المحلاة.

## المشاريع والمبادرات

### المشروع الوطني للطاقة الذرية[5]
أُنشئ المشروع الوطني للطاقة الذرية في عام 2017م، ويتكون من أربعة مكونات رئيسية وهي:

#### 1- المفاعلات النووية الكبيرة
وهي مفاعلات ذات قدرة كهربائية تقدر ما بين 1200 – 1600 ميغاوات من السعة الكهربائية للمفاعل الواحد والتي تساهم في دعم الحمل الأساسي في الشبكة الكهربائية على مدار السنة.

#### 2- المفاعلات النووية المدمجة الصغيرة
تمكن هذه المفاعلات المملكة من تملك وتطوير تقنيات الطاقة الذرية وبنائها في أماكن منعزلة عن الشبكة الكهربائية تناسب متطلباتها من تحلية المياه والتطبيقات الحرارية المختلفة من الصناعات البتروكيميائية وتحتوي على المفاعلات النووية المدمجة الصغيرة عالية الحرارة والمبردة بالغاز (HTGR) ومفاعلات تقنية سمارت SMART.

#### 3- دورة الوقود النووي
تمثل الخطوة الأولى للمملكة في طريق الاكتفاء الذاتي في إنتاج الوقود النووي والذي سيسهم في تأهيل كفاءات وطنية مختصة في عملية إستكشاف وانتاج اليورانيوم وتوظيف الخبرات المكتسبة في هذا المشروع لتطوير موارد المملكة الطبيعية من اليورانيوم.  

#### 4- التنظيم والرقابة (هيئة الرقابة النووية والإشعاعية)
هي جهة مستقلة تقوم بدور الرقابة والإشراف على تنفيذ جميع مكونات المشروع الوطني للطاقة الذرية في المملكة العربية السعودية لضمان أعلى مستويات السلامة والتي تهدف إلى حماية الأفراد والمجتمع والبيئة والمنشآت النووية من الإشعاع المؤين والأنشطة الإشعاعية في المملكة العربية السعودية.

### مبادرات المدينة في الطاقة المتجددة
للمدينة ثلاث مبادرات مرتبطة ببرنامج تطوير الصناعة الوطنية والخدمات اللوجستية،  الذي هو أحد برامج تحقيق رؤية المملكة 2030.

#### مبادرة المركز الوطني لبيانات الطاقة المتجددة:[7]
يعمل المركز الوطني لبيانات الطاقة المتجددة على توفير البيانات اللازمة للدراسات والأبحاث والمشاريع، حيث يقوم المركز بخدمة شريحة كبيرة من المستخدمين سواءً المستثمرين، الباحثين، أو مطوري التقنيات وغيرهم. وذلك لتمكينهم من الحصول على البيانات ذات الدقة والجودة العالية للقيام بمهامهم المختلفة. كما يتميز المركز بتوفيره أدوات المحاكاة والنمذجة والتنبؤ للطاقة المتجددة، وكذلك يقوم بتقديم صورة شاملة لحالة قطاع الطاقة المتجددة في المملكة ومعدلات النمو فيه باستخدام الوسائل المتقدمة لذكاء البيانات.

#### مبادرة توطين تقنيات الطاقة المتجددة:[8]
يهدف برنامج توطين تقنيات الطاقة المتجددة إلى زيادة المحتوى المحلي لقطاع تقنيات الطاقة المتجددة عن طريق تسريع نمو القطاع الخاص المحلي ودعم الشركات المحلية لتطوير منتجات وتطبيقات وخدمات في مجال الطاقة المتجددة. ويكون تمكين القطاع الخاص المحلي عبر إنشاء مشاريع مشتركة اولية لهذه التقنيات بقيادة القطاع الخاص. حسب أفضل الممارسات العالمية، وبناء على الدراسات المعيارية التي عملتها المدينة بتطبيق مبدأ مشاركة التكاليف بين الحكومة والقطاع الخاص المحلي لهذه التقنيات.

#### مبادرة تأهيل رأس المال البشري
تقوم المدينة بالتعاون مع مختلف شركاء العمل داخل المملكة ومع المؤسسات الدولية الرائدة، بالعمل على تطوير وتحفيز رأس المال البشري بما يتواءم مع سوق العمل من خلال دعم وتمكين والإشراف على تطوير نظام التعليم البيئي.
وتتمثل الأهداف الرئيسية للمبادرة فيما يلي:
- استقطاب القوى العاملة والتوظيف.
- دعم تطوير نظام التعليم البيئي.
- دعم توطين التكنولوجيا ونقل المعرفة من خلال بناء الكوادر البشرية.

#### معرض مشكاة التفاعلي
إحدى مبادرات المدينة المجتمعية للتعريف بالمعلومات الخاصة بالطاقة الذرية والمتجددة ويستقبل معرض مشكاة التفاعلي زواره من العائلات والطلاب والطالبات على مدار العام الدراسي.

## الموقع
تقع في الوقت الحالي في الرياض على شارع العليا مبنى العقارية بلازا.

## الميزانية
تبلغ أول ميزانية للمدينة والتي تم تخصيصها في موازنة الدولة للعام 1432-1433 هـ مبلغ وقدرة نصف مليار ريال سعودي أو أكثر.